# Edrington Castle
Edrington Castle ist eine abgegangene Höhenburg in der ehemaligen schottischen Grafschaft Berwickshire, die heute Teil der Council Area Scottish Borders ist. Sie liegt etwa acht Kilometer westlich der englischen Stadt Berwick-upon-Tweed. Spätestens seit dem 14. Jahrhundert gab es an dem steilen Hügel oberhalb der Edrington Mill, einer Mühle am Fluss Whiteadder Water, eine Burg. Auch wenn davon oberirdisch heute nichts mehr erhalten ist, so ist die Ruine noch in der aktuellen Karte des Ordnance Survey verzeichnet.

## Geschichte
Tytler bemerkt, dass in der Grenzkrise von 1481 die Grenzbarone und denjenigen, deren Anwesen am Meer lagen, befohlen wurde, ihre verschiedenen Burgen in Verteidigungsstellung zu bringen. Dazu gehörte auch Edrington Castle. Im Juli 1482 nahm Richard, Duke of Gloucester, der spätere englische König Richard III., mit seiner Armee die Burg ein und brannte sie nieder. Wenig später wurde sie auf Befehl (und vermutlich auch auf Kosten) des schottischen Parlaments neu erbaut und befestigt.
Robert Pitcairn notierte am 7. April 1529 die „Vergebung für Richard Lauder von The Bass und elf andere wegen der verschwörerischen Verabredung, Wiedereinfassung und Unterstützung von Archibald Douglas, 6. Earl of Angus (der für vogelfrei erklärt worden war), George Douglas, seinen Bruder, und Archibald, ihren Onkel“, denen Lauder auf Edrington Castle Zuflucht gewährt hatte. Die Douglases gingen später über die Grenze ins Exil nach England.
Um 1546 wurde Edrington Castle erneut von den Engländern eingenommen und im selben Jahr forderten die Schotten, das ihnen ihr „Haus in Edrington“ sofort zurückgegeben werden sollte. Gemäß dem Vertrag, der in der Kirche von Norham unterzeichnet worden war, zog König Eduard VI. mit seinen Mannen ab.
Edrington Castle, so scheint es, wurde als Residenz später durch den Peel Tower in Nether Mordington, heute Edrington House, ersetzt, vermutlich, als dieses 1750 neu gebaut wurde. Die Gemeinde Mordington hat über Edrington Castle verzeichnet, dass „an der Schwelle des 18. Jahrhunderts der Turm und die Zinnen größtenteils intakt“ waren, und Gauld bemerkt, dass „an der Schwelle zum 18. Jahrhundert Edrington Castle immer noch vier Stockwerke hoch war, eine beherrschende Ruine, die auf dem Gipfel einer Klippe, der von Bäumen umschlossen ist, sitzt. Von der Westseite war die Burg nicht erreichbar und darauf vorbereitet, dem Ansturm einer Invasion von den englischen Ufern des Tweed zu widerstehen.“ James Logan Mack sagte auch: „Nach der Union [1707, zwischen England und Schottland] verfiel es“. Das Statistical Accout of Scotland erwähnt: „Edrington Castle, Ruinen, benötigt unsere Aufmerksamkeit“.

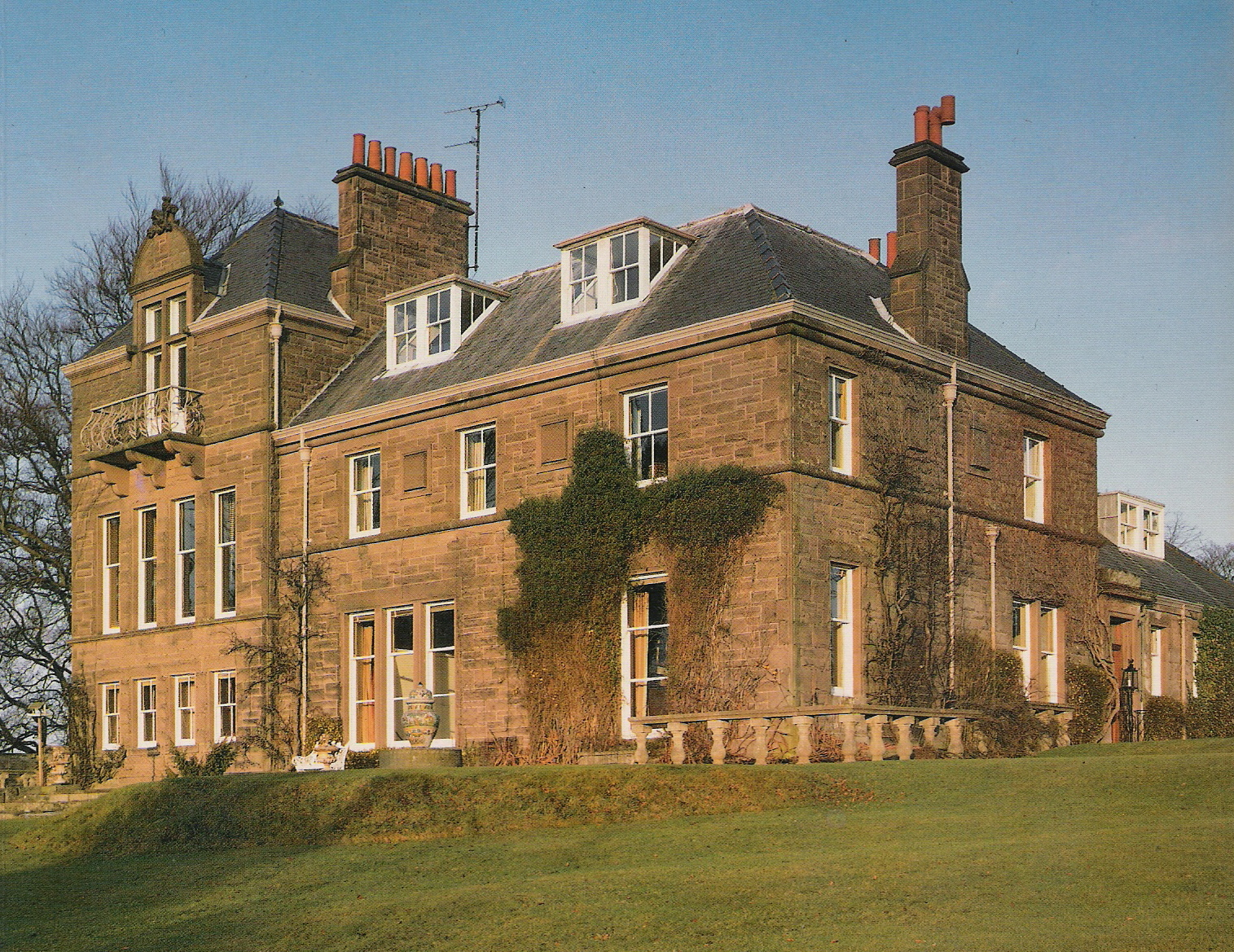
Cawderstanes 1990

Einhundert Jahre später bezeichnete der Ordnance Gazetteer Edrington Castle immer noch als „ruinierte Festung“. In Castellated & Domestic Architecture of Scotland from the 12th to the 18th Century ist vermerkt, dass es damals „das schiere Fragment einer alten Burg, ein Ort von einiger Bedeutung in den Grenzkriegen,“ war. 1892, im Erscheinungsjahr der obengenannten Publikation, hatte Mr Edward Grey, der neue Eigentümer des Anwesens von Edrington, ein neues Landhaus in der Nähe der alten Burg vollenden lassen, das Cawderstanes genannt wurde. Bauernhäuser umschlossen die Burgruine und integrierten sogar Teile davon. Fast sicher ist, dass die Bauarbeiter, die das Landhaus erstellten, Bausteine von der Burgruine dafür verwendeten.
1909 schrieb Maxwell: „Edrington Castle, gegenüber Paxton, einst ein Ort großer Stärke und Bedeutung, wurde fast bis auf die Grundmauern abgetragen.“ In The Sixth Report & Inventory of Monuments & Constructions in the County of Berwick heißt es: „Diese Burg liegt etwa 3,5 Meilen westlich von Berwick auf einem felsigen Ufer über dem Whiteadder Water. Ein schieres Fragment ist übriggeblieben, angrenzend und integriert in Bauernhäuser.“ Gauld lamentiert, dass die Burg „mehr unter der Aufmerksamkeit lokaler Wandalen gelitten hat, als unter den Engländern“.